# Bulbothrix viridescens
Bulbothrix viridescens är en lavart som först beskrevs av Lynge, och fick sitt nu gällande namn av Hale. Bulbothrix viridescens ingår i släktet Bulbothrix och familjen Parmeliaceae.   Inga underarter finns listade i Catalogue of Life.